# Гіщин Юрій Дмитрович
Ю́рій Дми́трович Гі́щин — прапорщик Збройних сил України, учасник російсько-української війни.

## З життєпису
Мобілізований наприкінці серпня 2014 року; командир танка 3-ї танкової роти 24-ї бригади.
9 лютого 2015 року прапорщик Гіщин під час наступу терористів на взводний опорний пункт поблизу Кримського взяв на себе організацію відбиття нападу. В запеклому бою влучним пострілом танкісти перетворили бойову машину піхоти незаконних збройних формувань разом з її екіпажем в залізну могилу.
Станом на жовтень 2017 року — лаборант спектрального аналізу ПАТ «Машинобудівний завод». Проживає в селі Немія.

## Нагороди та вшанування
- Указом Президента України № 664/2019 від 6 вересня 2019 року за «особисту мужність і самовіддані дії, виявлені у захисті державного суверенітету та територіальної цілісності України» нагороджений орденом За мужність III ступеня[1]
- Почесна відзнака «За заслуги перед Могилів-Подільщиною» (2018)